# Galileo (rymdsond)
För andra betydelser, se Galileo (olika betydelser).
Galileo var en rymdsond, namngiven efter den italienska vetenskapsmannen Galileo Galilei, upptäckare av de Galileiska månarna. Rymdsonden sändes upp av NASA med rymdfärjan Atlantis den 18 oktober 1989 från Kennedy Space Center i Florida, USA. Flygningen gick under namnet STS-34.
Rymdsonden Galileos uppdrag var att gå in i omloppsbana runt Jupiter och utforska planeten och dess månar samt Jupiters atmosfär. På sin väg till Jupiter genomförde sonden ett flertal observationer av de inre planeterna i solsystemet. Galileo passerade, som första rymdsond, nära två asteroider, 243 Ida och 951 Gaspra och upptäckte då den första asteroidmånen, som gavs namnet Dactyl. Galileo observerade också kollisionen mellan fragment från kometen Shoemaker-Levy 9 och Jupiter år 1994. Galileo nådde Jupiter den 7 december 1995 och gick då i omloppsbana runt planeten. Den hade med sig en mindre mätsond som sändes ned mot planetens yta. Mätsonden hade som uppgift att undersöka Jupiters atmosfär. I en timma skickade den tillbaka data innan den krossades av trycket och värmen. Sedan började huvudsonden sitt uppdrag. Den kretsade i över 8 års tid i en komplicerad elliptisk omloppsbana runt Jupiter. Det blev totalt 34 varv innan den förstördes i Jupiters atmosfär den 21 september 2003. Rymdsondens bränsle var nästan slut och den riskerade att bli omöjlig att kontrollera från jorden. NASA valde då att avsiktligt sända den mot Jupiter, för att sonden inte skulle riskera att förorena någon av Jupiters månar med bakterier från Jorden. 
Galileo gjorde ett flertal viktiga observationer under sina 8 år kring Jupiter. Ingående studier gjordes av magnetfältet och strålningen från planeten. Den fann ett kraftigt radioaktivt bälte cirka 50 000 kilometer över Jupiters molntoppar. Mätsonden mätte upp vindhastigheter på 600 kilometer i timmen i Jupiters atmosfär och noterade också otaliga mycket kraftiga åskväder. Rymdsonden observerade i detalj Jupiters ringsystem som tros ha bildats av damm från meteoritnedslag på några av de mindre Jupitermånarna. Galileo hade också i uppgift att detaljerat studera de galileiska månarna Io, Europa, Ganymedes och Callisto. Månarna har inbördes likheter, men också stora olikheter. Månarna visar upp isiga ytskikt, där flera av dem har flytande oceaner under isytan. Io har hela solsystemets mest omfattande vulkaniska aktivitet. Europa saknar höga berg, men visar upp en yta full med sprickor. Ganymedes har formats av omfattande landhöjningar och genererar ett eget magnetfält. Callisto är kraftigt eroderad. Galileo-projektet anses allmänt vara ett av NASA:s mest lyckade rymdsondsprojekt.

## Historia
Galileo-projektet föregicks av mångåriga diskussioner och debatter i den amerikanska kongressen innan projektet godkändes 1977. Därpå följde ett flerårigt planeringsarbete för att konstruera en rymdsond som klarade den tuffa Jupitermiljön. Stora krav ställdes på beräkning av rymdsondens exakta kurs mot Jupiter och på sondens utrustning. Elektronisk och annan utrustning skulle klara av en mångårig färd till Jupiter och också klara av Jupiters kraftiga magnetfält. Under planeringen av projektet förändrades förutsättningarna för rymdfärden flera gånger. Galileo-projektet försenades av att NASA drabbades av budgetnedskärningar i början av 1980-talet och kom också att försenas i och med katastrofen med rymdfärjan Challenger år 1986. 
Nya säkerhetsbestämmelser efter Challengerolyckan innebar stora förändringar för rymdfärjorna, vilket komplicerade uppdraget ytterligare. Efter olyckan ansåg NASA att det var för riskabelt att använda Centaur-raketen, ett kraftigt raketsteg, med rymdfärjorna så som det ursprungligen var planerat. Istället fattades beslut om att rymdsonden skulle förses med en enklare tvåstegsraket, Inertial Upper Stage (IUS), som utvecklats av USA:s flygvapen. Detta är en fastbränsleraket som avfyras efter att rymdsonden frigjorts från rymdfärjan. Tekniken hade provats tidigare och Galileo-projektet skulle bli den tionde gången IUS användes.
Den svagare tvåstegsraketen innebar att en direktflygning till Jupiter blev omöjlig. Istället planerades för en mer komplicerad rutt för rymdsonden för att spara så mycket bränsle som möjligt. Det innebar att sonden behövde ta hjälp av gravitationskrafterna hos planeten Venus och Jorden för att på så sätt slungas ut mot Jupiter. Detta i sin tur medförde att rymdsonden kom närmare solen vilket ställde nya krav på att utrustningen skulle klara solens värme och strålning. Den mer komplicerade banan för rymdsonden innebar också att det skulle ta sex år att nå Jupiter istället för de två år som en direktflygning hade tagit.
Galileo-projektet leddes av NASA:s Office of Space Science och av Jet Propulsion Laboratory (JPL), som är en division inom California Institute of Technology. JPL designade och byggde rymdsondens huvudsond och ledde uppdraget. NASA:s Ames Research Center ansvarade för mätsonden. Den byggdes av Hughes Aircraft Company. Drivmodulen byggdes av det tyska företaget Messerschmitt-Bölkow-Blohm.
Galileo-projektet beräknas ha kostat totalt 1,39 miljarder dollar. Till det kommer internationella insatser och deltagande i projektet som beräknas ha kostat 110 miljoner dollar. Mer än 100 forskare från USA, Storbritannien, Tyskland, Frankrike, Kanada och Sverige medverkade. Totalt arbetade cirka 800 personer i någon del av projektet.

### Andra rymdsonder till Jupiter

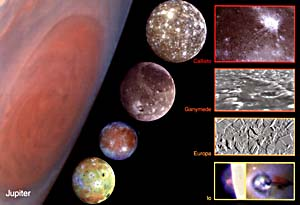
Fotomontage av Jupiters röda fläck och de fyra Galileiska månarna (Bild: NASA)

Galileo var inte den första rymdsonden som skickats till Jupiter, men däremot den första sond som satts i omloppsbana runt planeten. Galileos mätsond var också den första att sändas ner mot ytan på någon av de yttre planeterna i solsystemet. USA har sänt totalt ytterligare sju rymdsonder förbi Jupiter. 
Pioneer 10 flög redan i december 1973 på 200 000 kilometers avstånd förbi Jupiter . Den studerade bland annat Jupiters magnetfält och atmosfär samt några av Jupiters månar. Pioneer 10 tog de första närbilderna av Jupiter.  Pioneer 11 flög förbi Jupiter i december 1974 på endast 34 000 kilometers avstånd på sin väg mot Saturnus. Sonden observerade särskilt Jupiters röda fläck samt studerade polarregionerna. Pioneer 11 gjorde också beräkningar av månen Callistos massa.
Voyager 1 passerade Jupiter i mars 1979 och Voyager 2 flög förbi Jupiter i juli 1979. De två sonderna tog stora mängder foton av Jupiter och upptäckte tre nya Jupitermånar och ringar runt planeten. Observationerna gav också ny kunskap om de fysiska och geologiska processer som pågår på Jupiter och på Jupiter-månarna. Den kraftiga vulkaniska aktiviteten på månen Io förvånade forskarna. Sonderna studerade också atmosfären kring Jupiter. Dessa rymdsonder passerade därefter Saturnus 1980 och, vad gäller Voyager 2, Uranus och Neptunus 1986 respektive 1989.
Ulysses passerade Jupiter i februari 1992. Rymdsonden genomförde en rad mätningar av magnetfält, radio- och plasmavågor m.m i Jupiter-systemet. Ulysses, vars huvudsakliga uppdrag var att studera solens heliosfär, flög förbi Jupiter på en annan altitud än de tidigare sonderna. När sonden passerade Jupiter som närmast var den 40 grader norr om Jupiter-ekvatorn, vilket gjorde det möjligt att mer detaljerat studera Jupiters strålningsbälte. Erfarenheten från alla dessa tidiga rymdfärder var till stor nytta vid planeringen av Galileo-projektet.
Även efter Galileo-projektet har några rymdsonder passerat Jupiter. Cassini-Huygens for förbi i december 2000 på sin resa mot Saturnus. Det innebar att sonden studerade Jupiter samtidigt som Galileo kretsade kring Jupiter. Cassini-Huygens tog stora mängder fotografier av planeten. På bilderna syntes bland annat ett antal mindre fläckar som visade sig vara kraftiga stormar. Sonden studerade också Jupiters ringar, Io:s vulkanism samt några av de mindre månarna och deras inverkan på Jupiters ringar . 
Den senaste rymdsonden som passerat Jupiter är New Horizons i februari 2007 på sin resa mot Pluto och Kuiperbältet. Rymdsonden studerade de galileiska månarna mer i detalj, men genomförde också studier av flera av de mindre månarna. Även denna sond studerade vulkanerna på Io. Sonden studerade också Jupiters lilla röda fläck, planetens magnetosfär och dess ringsystem.
Alla dessa rymdsonder gjorde olika typer av vetenskapliga observationer vid förbipassagerna. Ingen av dem har dock tillnärmelsevis studerat Jupiter så detaljerat som Galileo.
Den 5 augusti 2011 sändes rymdsonden Juno mot Jupiter. Den planeras gå in i omloppsbana runt planeten i juli 2016 och ska liksom Galileo utforska Jupiter och dess månar.[uppföljning saknas]

## Uppdraget

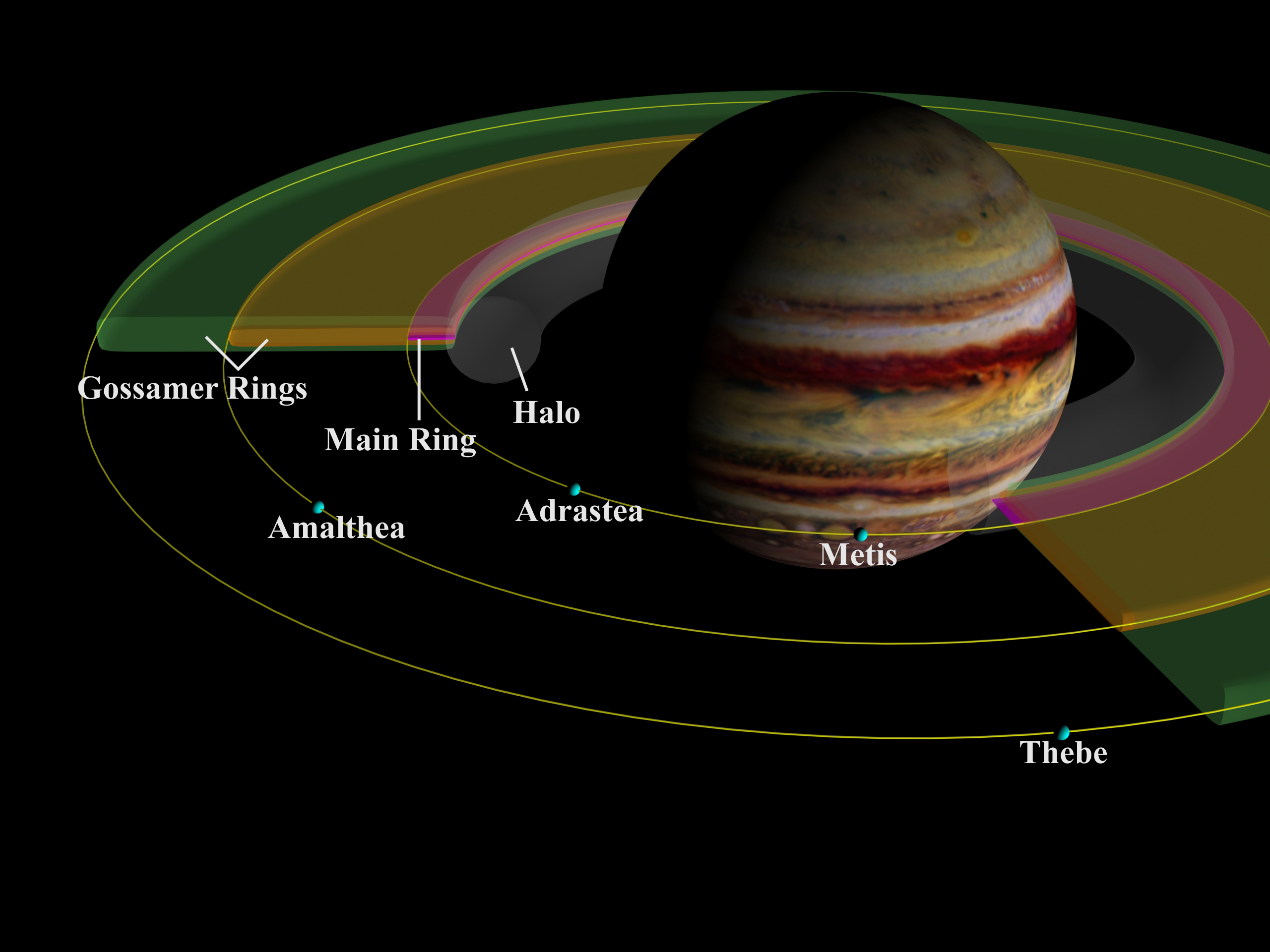
En illustration av Jupiters ringsystem och de inre månarna (Bild: NASA)

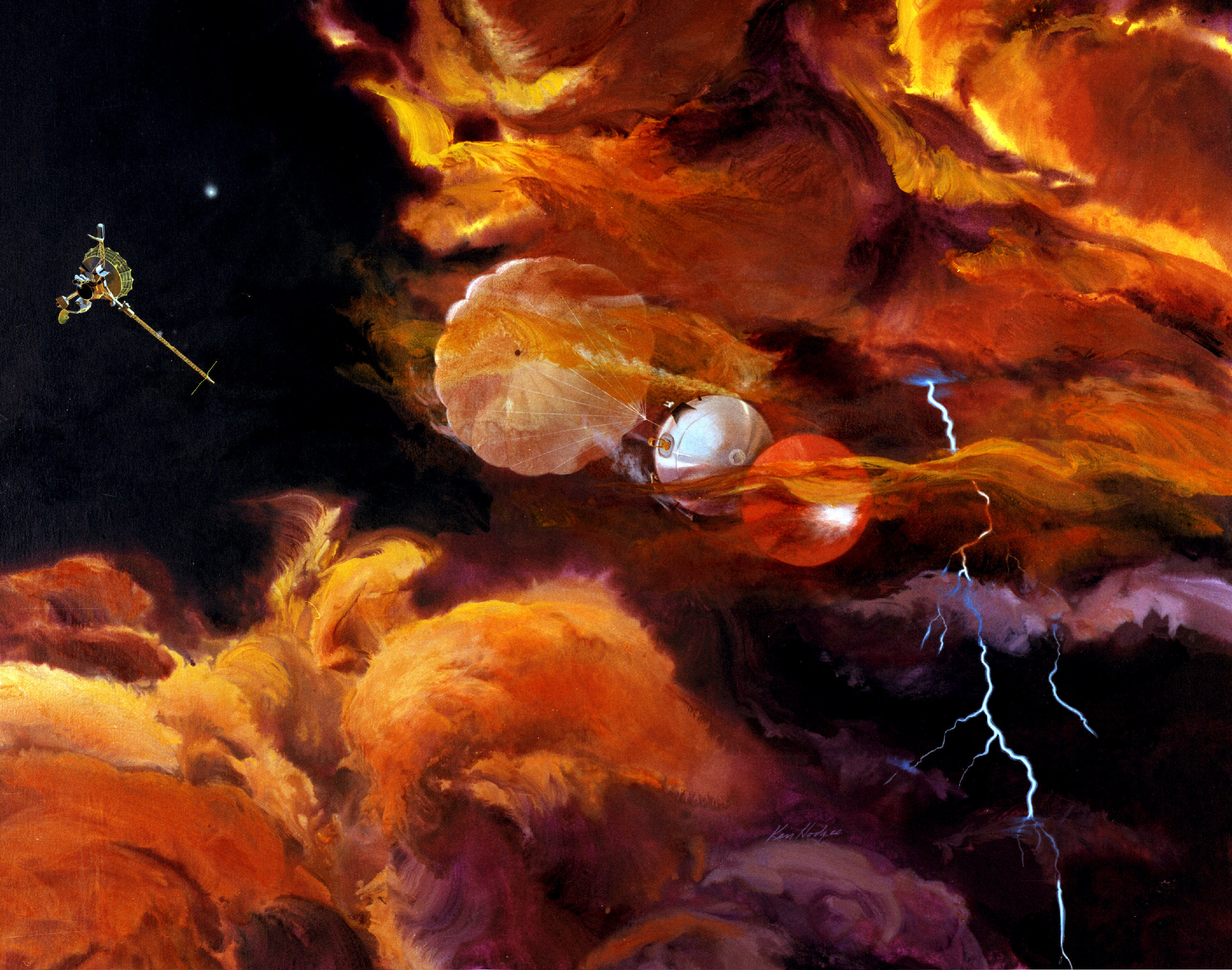
En illustration av mätsondens färd ner i Jupiters atmosfär (Bild: NASA)

Galileo närmar sig asteroiden Ida (Bild: NASA)

Uppdraget för rymdsonden Galileo var att, med hjälp av mätsonden, studera Jupiters atmosfär samt att, med huvudsonden, mer i detalj studera Jupiter, dess månar och magnetosfären. Månarnas geologi, gravitation, magnetfält m.m skulle studeras särskilt. Även om Voyager-rymdsonderna utforskade delar av det yttre solsystemet i slutet av 1970-talet och under 1980-talet, så fanns en ambition hos NASA att mer i detalj studera de stora yttre planeterna. Galileo var det första större projektet för att åstadkomma detta. Det följdes några år senare av bland annat Cassini-projektet med en rymdsond mot Saturnus. I Galileos uppdrag ingick också att på vägen till Jupiter-systemet göra andra observationer som skulle öka vår kunskap om solsystemet och dess uppbyggnad. Galileo konstruerades för att fullgöra sitt uppdrag i två års tid. Uppdraget kom att vara i totalt åtta år efter tre förlängningar. Sondens kurs var sådan att tillfälle gavs till observationer av stora delar av solsystemet innan ankomsten till Jupiter. Venus, jorden, månen och några asteroider studerades särskilt.
Uppdraget innebar att en rymdsond:
- för första gången i detalj utforskade atmosfären hos någon av de yttre planeterna i solsystemet
- för första gången kretsade kring en av de yttre planeterna
- för första gången skickade en mätsond ner i atmosfären på en av de yttre planeterna
- studerade Jupiters månar från ett perspektiv som var mer än hundra gånger närmare än någonsin tidigare
- för första gången systematiskt studerade hela Jupitersystemet under åratal
- för första gången detaljstuderar asteroider och upptäcker en asteroidmåne
- för första gången i detalj observerar en kollision mellan en komet och en planet i solsystemet
- gjorde den första multispektrala studien av månen
- hade instrument för observationer som var överlägsna i kapacitet och precision jämfört med alla föregångare

### Vetenskapliga mål
Rymdsonden Galileo bestod av två delar, en huvudsond och en mindre mätsond. De vetenskapliga målen för mätsonden var att:
- bestämma den kemiska sammansättningen i Jupiters atmosfär.
- studera vad som kännetecknar atmosfärens struktur till ett djup där trycket är minst 10 bar.
- utforska molnpartiklars egenskaper, läge och struktur i olika molnskikt.
- undersöka Jupiters värmestrålning.
- studera blixtnedslag och blixtarnas karaktär på Jupiter.
- mäta överföringen av kraftigt laddade partiklar i den yttre delen av atmosfären.

De vetenskapliga målen för huvudsonden var att:
- utforska dynamiken i Jupiters atmosfär
- utforska övre delen av Jupiters atmosfär och jonosfär
- undersöka vad som kännetecknar de galileiska månarnas form, geologi och fysiska egenskaper
- utforska sammansättning och spridning av ytmineraler på de galileiska månarna
- bestämma gravitation och magnetfält samt förhållanden i övrigt vid ytan på de galileiska månarna
- studera atmosfär och jonosfär samt utvidgning av gasmoln på de galileiska månarna
- studera samspelet mellan Jupiters magnetosfär och de galileiska månarna
- undersöka vad som kännetecknar magnetfältet, energispektrum, sammansättning och överföring av partiklar och plasma till ett avstånd av 150 Jupiterradier.

## Rymdfärjan, rymdsonden och dess tekniska utrustning

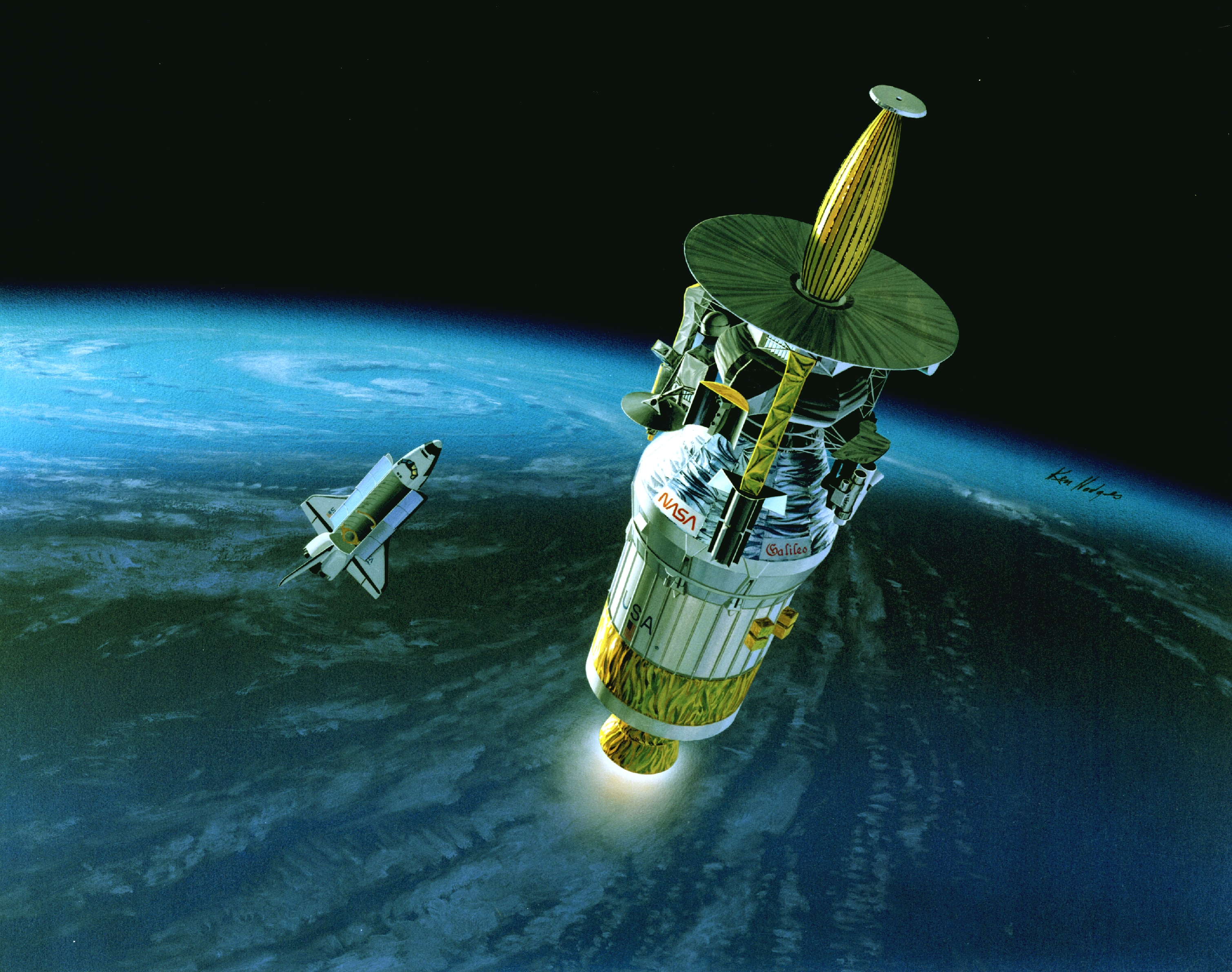
Efter att rymdsonden lösgjorts från rymdfärjan (Bild: NASA)

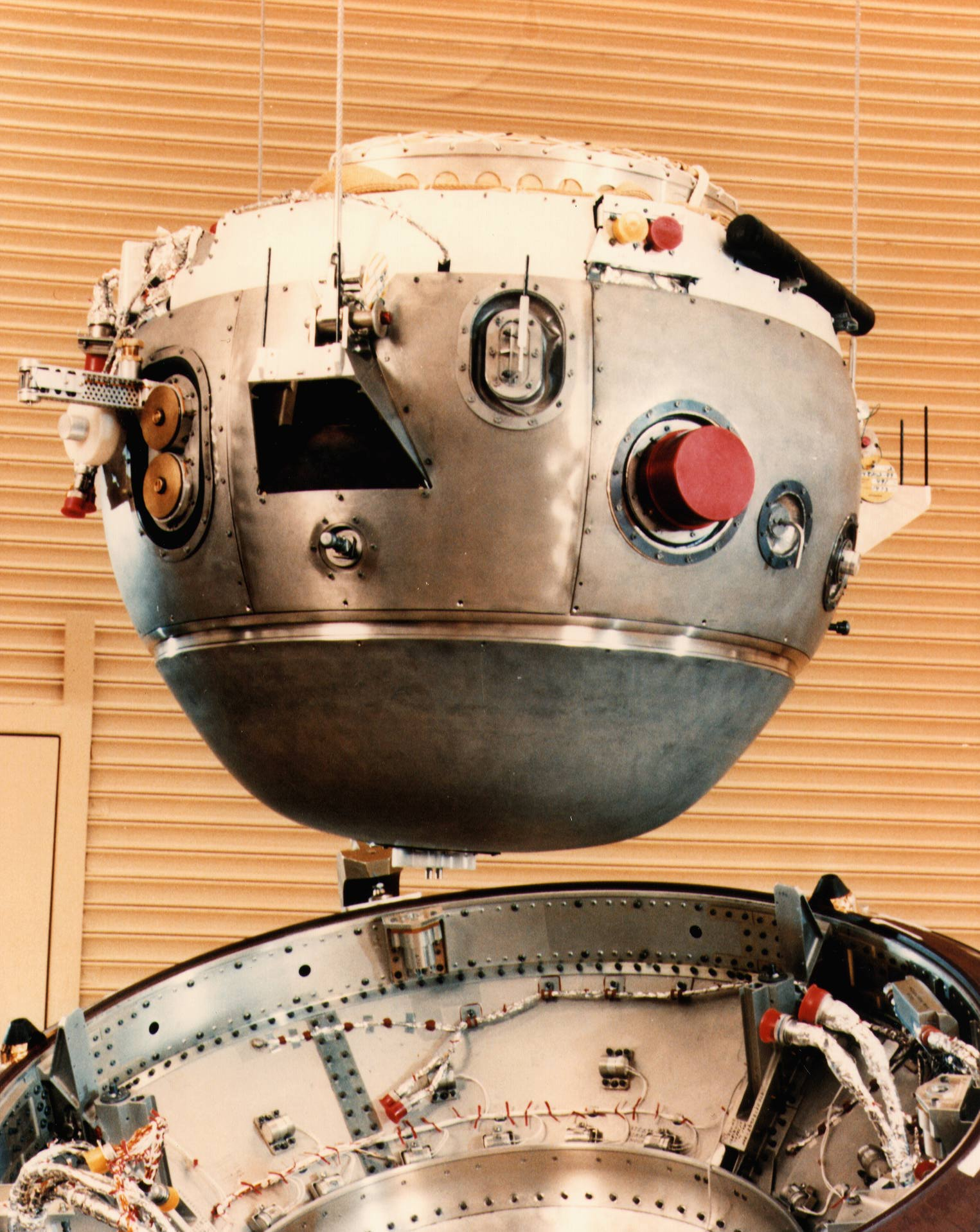
Galileos mätsond (Bild: NASA)

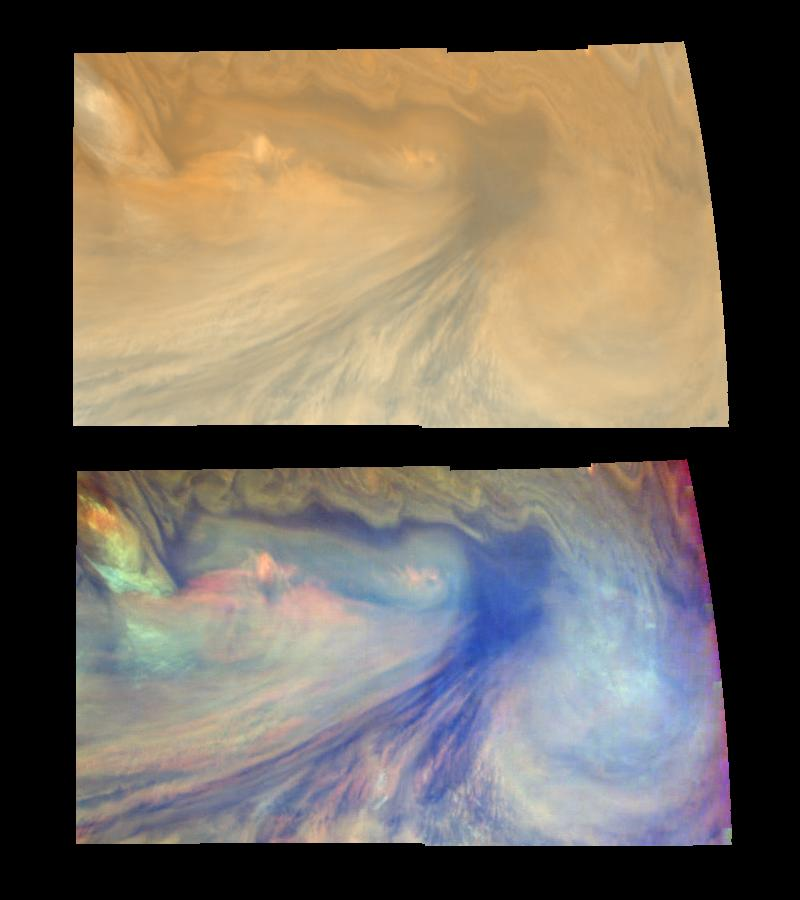
Bilder tagna i olika våglängder av en varm fläck vid Jupiterekvatorn (Bilder: NASA

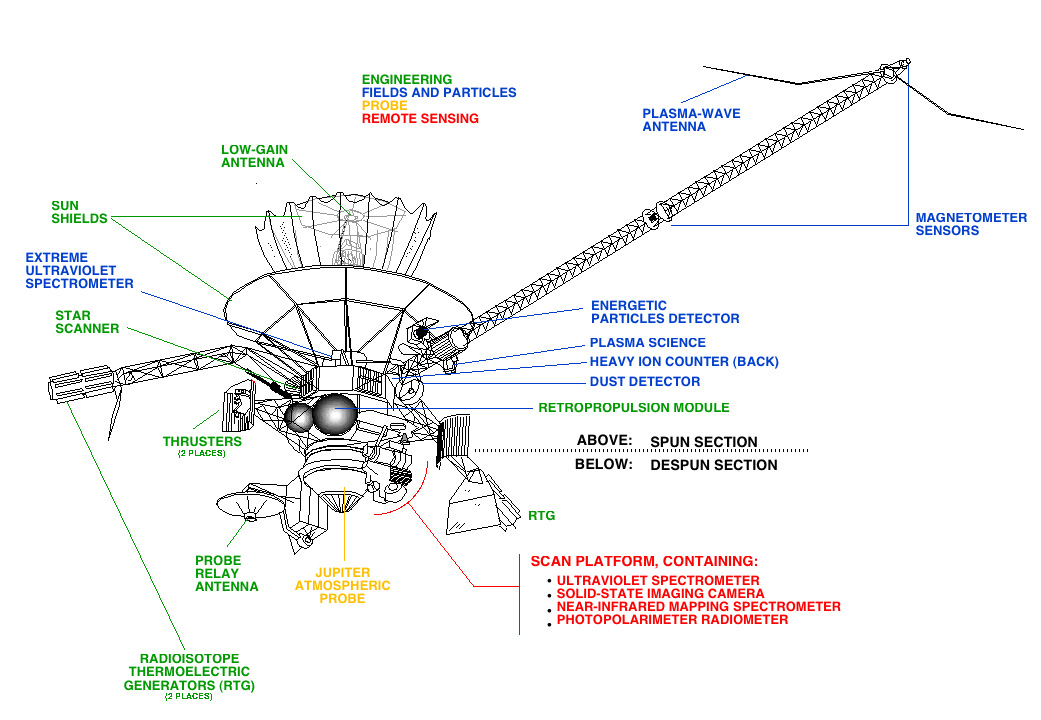
Huvudsonden och dess utrustning (Bild: NASA)

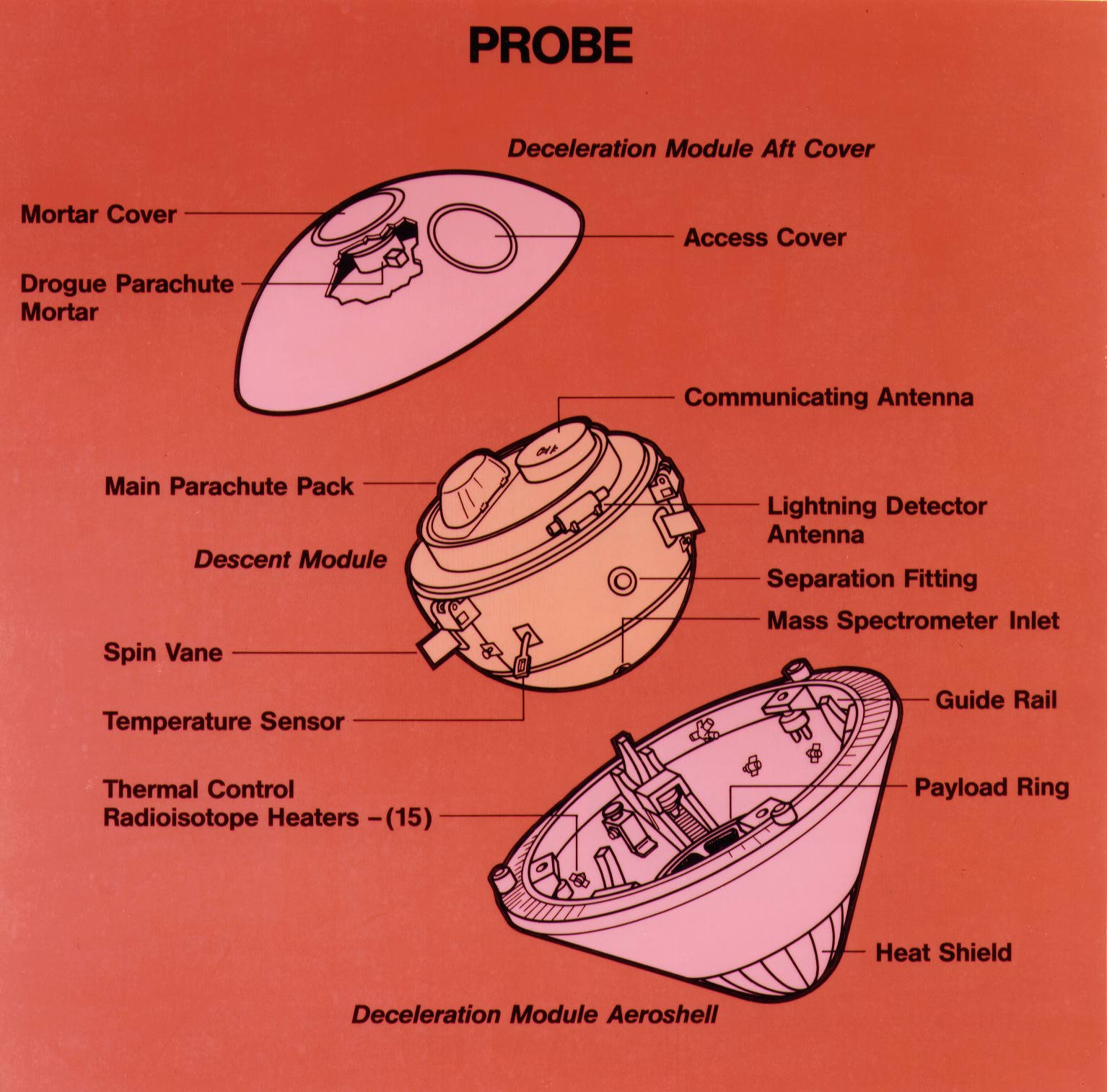
Mätsonden och dess utrustning (Bild: NASA)

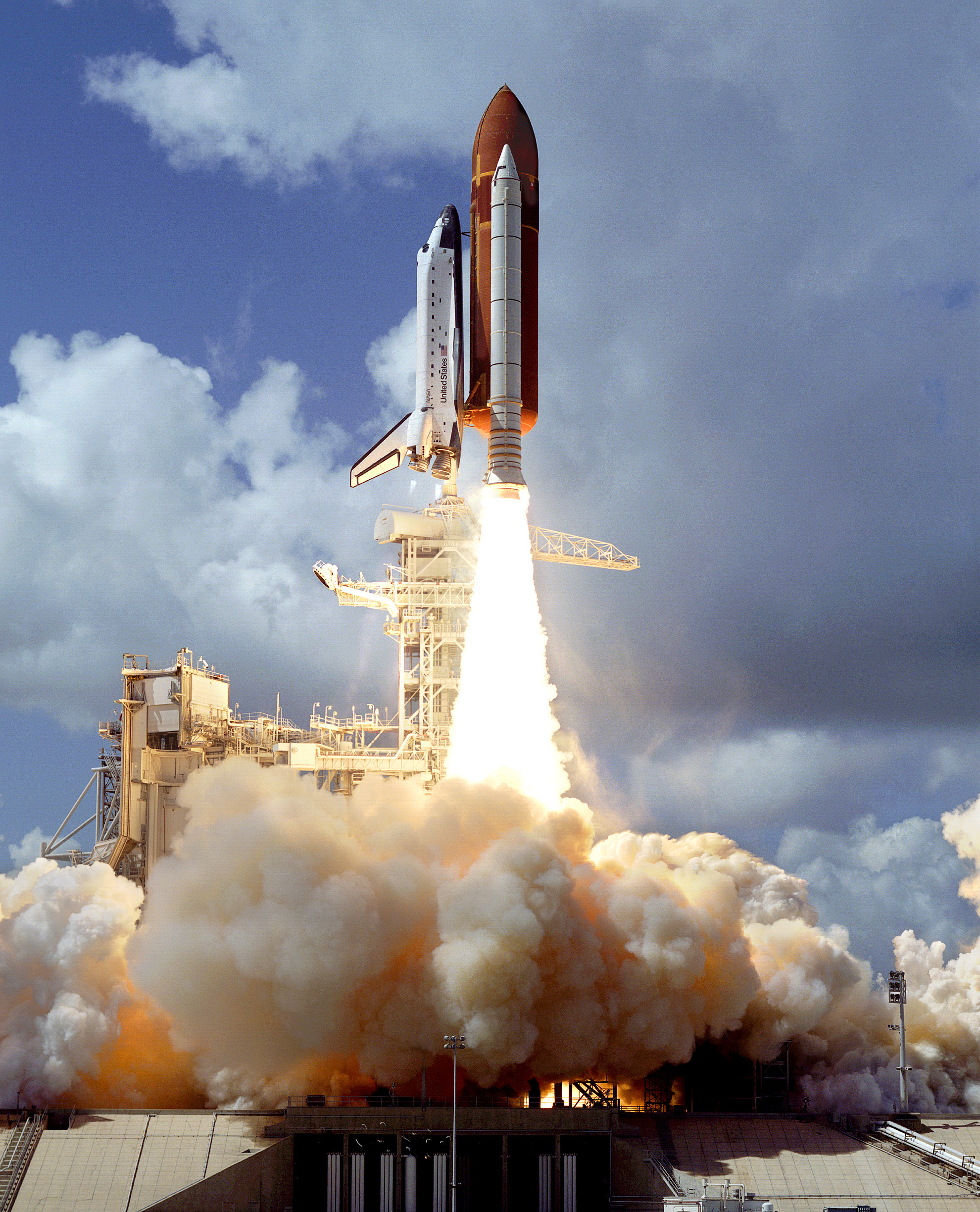
Uppskjutning av rymdfärjan Atlantis, uppdrag STS-34, rymdsonden Galileo (Bild: NASA)

Rymdsonden Galileo lastades på Rymdfärjan Atlantis, med vars hjälp den sköts upp i rymden. Rymdfärjan Atlantis, som konstruerats av Rockwell International, användes för att ta rymdsonden upp i omloppsbana runt jorden. Galileo-projektet var rymdfärjans femte uppdrag och fick beteckningen STS-34. Atlantis användes av NASA i ett flertal rymdsondsprojekt.
Galileos huvudsond, som konstruerats av Jet Propulsion Laboratory på uppdrag av NASA, vägde 2 223 kilo, inklusive 925 kilo bränsle och 118 kilo mätutrustning . Den mindre mätsonden, utvecklad av NASA:s Ames Research Center och byggd av Hughes Aircraft Company, vägde 339 kilo, inklusive 30 kilo mätutrustning.
Rymdsonden var totalt 5,3 meter hög, exklusive huvudantennen, och var konstruerad i två huvuddelar. Den övre delen, som inkluderade den 11 meter långa magnetometerarmen, huvudantennen, datorer, kontrollutrustning och det mesta av de elektroniska mätinstrumenten, var konstruerad så att den skulle rotera konstant med 3 varv per minut för att stabilisera farkosten under dess färd . Den nedre delen av sonden hölls stilla med hjälp av en motor. Denna del innehöll den lilla mätsonden och här fanns även SSI-kameran, olika typer av spektrometrar m.m., som var placerade på en rörlig plattform. En mycket enkel dator fanns ombord på rymdsonden, med en 8 bits processor på 1,6 MHz. Datorns tillförlitlighet och förmåga att klara förhållandena i rymden var det viktigaste. Sonden var också utrustad med en bandspelare med en kapacitet på 109 megabyte.
Rymdsondens jetdriftsystem utgjordes av en huvudmotor med en effekt på 400 newton samt 12 mindre drivenheter på vardera 10 newton. Dessa användes för att justera rymdsondens bana och stabilisera sonden.
Rymdsonden styrdes via radiolänk och med datorinstruktioner från jorden. Galileo kommunicerade med jorden via NASA:s Deep Space Network, som är ett världsomspännande nätverk av radioantenner. Dessa länkas till JPL:s kontrollcenter i Pasadena, Kalifornien. Kommunikationen skedde med en reservantenn med mycket låg effekt (15 watts sändningseffekt), på grund av att huvudantennen inte fungerade som avsett. Det innebar att överföringskapaciteten minskade från 134 000 bps till endast 8 bps. Med hjälp av omprogrammering av instruktionerna till sonden kunde ändå data sändas från Jupiter till jorden, men i betydligt mindre omfattning än planerat. En diskformad antenn på huvudsonden fångade upp signaler från mätsonden.
Rymdsonden försågs med elkraft av två s.k RTG-enheter (Radioisotope Thermoelectric Generator). Det är en elektrisk kraftkälla som använder värmen från radioaktivt sönderfall. En RTG används när andra strömkällor är för dyra eller opraktiska. En RTG innehåller en viss mängd radioaktivt material. Totalt genererades en effekt på 570 watt (som reducerades successivt ner till 432 watt vid uppdragets slut 2003).

### Huvudsondens utrustning
Rymdsonden Galileo hade ett flertal olika typer av vetenskapliga instrument för att utföra planerade observationer. Huvudsondens viktigaste instrument var:
- Dust Detector Subsystem (DDS) - Mäter hastighet, massa, laddning samt fördelning av och färdriktning hos dammpartiklar kring Jupiter och dess månar. Med hjälp av instrumentet kunde Jupiters ringsystem studeras mer ingående. Syftet var att få ökad kunskap om hur dammpartiklar sprids och hur de påverkar ringarna samt hur magnetosfären påverkar partiklarna. Infallsvinklarna från partiklarna visade att partiklarnas banor högst troligt påverkades av Jupiters magnetfält. Instrumentets känslighet var mellan 10-16 och 10-6 gram.
- Energetic Particles Detector (EPD) - Mäter energi, fördelning, variation, sammansättning och intensitet hos laddade partiklar i Jupiters magnetosfär. Syftet var att mäta dynamiken i Jupiters magnetosfär samt att mäta hur de partiklar som försvinner ut i rymden ersätts av nya partiklar. Joner mäts med laddningar från 20 keV till 55 MeV och elektroner från 15 keV till 11 MeV.
- Heavy Ion Counter (HIC) - Ger data om sondens kollisioner med tunga joniserade atomer. I början av Galileos färd mättes mängden högenergijoner från utbrott på solen (s.k  flares). Forskarna i Galileoprojektet befarade att dessa skulle kunna störa utrustningen på rymdsonden. Inga allvarliga störningar skedde dock. Instrumentet var känsligt för partiklar från karbon till nickel.
- Magnetometer (MAG) - Mäter magnetfält i rymdsondens närhet kring Jupiter och dess månar. Magnetometern var installerad på den 11 meter långa bommen för att inte störas av rymdsondens elektroniska utrustning. Syftet var att mäta hur Jupiters magnetosfär påverkade de galileiska månarna, som alla kretsar i magnetosfären runt Jupiter, och få ökad kunskap om månarnas sammansättning, eventuella magnetfält, förekomsten av jonosfär m.m. Mätningarna gav också indikationer på förekomsten av en smält järnkärna hos respektive måne. På färden mot Jupiter mätte magnetometern också effekterna av solvinden och hur den påverkade Venus, jorden och asteroiderna. Instrumentet mätte i området 32 till 16 384 gamma.
- Near-Infrared Mapping Spectrometer (NIMS) - Observerar Jupiter och dess månar inom det infraröda området (nära synligt ljus) och mäter särskilt förhållandena i atmosfären och vid ytan på de Galileiska månarna. Med instrumentet mäts sambanden mellan temperatur och tryck i atmosfären inom området mellan 1 och 5 bar. Syftet är att kartlägga sammansättningen i Jupiters atmosfär och hos de galileiska månarna. Med hjälp av de mätningar som gjordes med instrumentet kunde en geologisk karta framställas för respektive Jupitermåne. Detta instrument var en nyhet i rymdsonder och introducerades i och med Galileo-projektet. Det bestod av två huvuddelar; ett teleskop och en spektrometer. Instrumentet mätte i området 700 nm till 5,2 µm.
- Plasma Subsystem (PLS) - Mäter sammansättning, energi, temperatur, densitet, läge och täthet vad gäller lågenergiplasma i rymdsondens omgivning. Syftet var att undersöka källor till plasma i magnetosfären och hur plasma växelspelar med Jupiters månar. Instrumentet skulle också undersöka hur plasma påverkar laddade partiklar och studera dynamiken i Jupiters magnetosfär. Instrumentet mäter laddade partiklar inom området 1 eV till 50 keV.
- Photopolarimeter-Radiometer (PPR) - Mäter intensitet och polarisering av ljus. Syftet var att mäta intensiteten i det solljus som Jupiter och dess månar reflekterar och den värmestrålning som sänds ut. Instrumentet skulle också mäta Jupiters energibudget, dvs mängden energi till och från Jupiter. Instrumentet kan även urskilja vissa fysikaliska egenskaper och detaljer på Jupiters yta och på månytorna. Mätningar gjordes i flera olika våglängder.
- Plasma Wave Subsystem (PWS) - Mäter elektrostatiska och elektromagnetiska vågrörelser i plasma. Instrumentet skulle undersöka hur plasmavågorna skapades och mer i detalj studera hur Jupitermånen Io var sammankopplad med Jupiter inom en s.k plasmatorus. Syftet var att få ökad kunskap om Jupiters magnetosfär och hur den växelspelar med de galileiska månarna. Instrumentet mätte det elektromagnetiska fältet inom området 5 Hz till 5,6 MHz. Det magnetiska fältet mättes inom området 5 Hz till 160 kHz.
- Radio Science - Rymdsonden kan sända radiosignaler som ger information om ringar och atmosfärer, massa och vädersystem. Utrustningen användes också för att studera celest mekanik och mäta radiovågor tillsammans med stationer på jorden, i NASA:s Deep Space Network. Syftet var att undersöka hur Jupiters gravitation påverkade rymdsondens omloppsbana och utifrån det beräkna Jupiters massa. Det skulle också ge mer detaljerad information om Jupiters omloppsbana runt solen samt Jupiters månars omloppsbanor runt Jupiter. Radioutrustningen sökte också efter svaga signaler från extraordinära gravitationsvågor från den interstellära rymden, vilket skulle tyda på mer katastrofala händelser i rymden, såsom stjärnors kollaps eller av andra större galaktiska händelser.
- Solid-State Imaging (SSI) Camera - 1500 mm teleskopkamera som ger högupplösningsbilder i synligt ljus. Teleskopdelen var en reflektor av Cassegrain-modell. Sensorn är en CCD med 800 x 800 pixlar och betydligt känsligare än tidigare kameror i rymdsonder. Kameran användes framförallt för att fotografera Jupiters månar i syfte att kartlägga deras geologi och undersöka fördelningen av is och mineraler med hjälp av olika fotografiska filter. Den användes också för att kartlägga Jupiters molnstruktur. För att klara Jupiters starka strålning krävdes ett kraftigt skalskydd runt kameran. Kameran hade 8 olika filter inom våglängderna 380 mm till 1,1 µm. Exponeringstiderna var 2⅓, 8⅔, 30⅓ och 60⅔ sekunder.
- Ultraviolet Spectrometer (UVS) - Mäter gaser i Jupiteratmosfären och undersöker molnlager och molnpartiklar. Syftet var att undersöka de övre delarna av Jupiters atmosfär mer i detalj samt att leta efter förekomsten av atmosfär hos de galileiska månarna. Instrumentet sökte också efter molekyler som kunde vara byggstenar för liv. Instrumentet mätte inom området 115 till 430 mm.

### Mätsondens utrustning
Även den lilla mätsonden hade vetenskaplig utrustning. De viktigaste var:
- Atmospheric Structure Instrument (ASI) - Mäter temperatur, densitet och tryck på olika höjder i Jupiters atmosfär. Instrumentet mäter också molekylmassan i de gaser som finns på olika höjder i Jupiters atmosfär. Syftet var att ge kunskap om atmosfärens stabilitet och på vilka höjder som molnlager förekommer. Instrumentet kunde mäta temperaturen inom 0 till 540 kelvin (K).
- Neutral Mass Spectrometer (NMS) - Undersöker kemisk sammansättning i detalj i Jupiters atmosfär. Spektrometern mäter massan och intensiteten hos de joner som träffar instrumentet. Syftet var att få en ökad förståelse för de processer som skapat Jupiters komplexa molnformationer. Instrumentet mäter atommassan mellan 1 och 50 AMU.
- Helium Abundance Detector (HAD) - Mäter förekomsten av helium i Jupiters atmosfär. Syftet var att mäta fördelningen mellan väte och helium mellan 3 och 8 bars tryck för att se hur det överensstämde med motsvarande fördelning i solen.  Effekterna av solvinden, elektromagnetiska fält och karaktären hos dammpartiklar studerades också. Observationerna skulle ge ytterligare kunskap om solsystemets och Jupiters utveckling. Instrumentet hade en precision på 0,1 procent.
- Nephelometer (NEP) - Mäter strukturen hos Jupiters moln mellan 0,1 och 10 bars tryck för att avgöra var olika molnlager finns samt storlek, koncentration och form hos individuella molnpartiklar. Syftet var att få ökad kunskap om Jupiters energibalans. Instrumentet klarade att mäta partiklar med storlekar på 0,2 till 20 µm och med ett antal av endast 3 partiklar per kubikcentimeter.
- Net Flux Radiometer (NFR) - Undersöker ljus och värmestrålning på olika höjder i Jupiters atmosfär. Syftet var att, genom mätningar åt olika håll, avgöra skillnaderna mellan Jupiters strålning och påverkan av solens strålning. Instrumentet mätte i området mellan 300 nm och 100 µm.
- Lightning and Energetic Particles Investigation (LRD/EPI) - Observerar stormar på Jupiter och undersöker partiklar i den inre magnetosfären. Syftet var att studera flödet av protoner, elektroner, alfapartiklar och tunga joner som kretsar i Jupiters magnetosfär med hastigheter på tiotusentals kilometer per sekund. Instrumentet mätte i området 1 Hz till 100 kHz.
- Radio science - Mäter vindhastigheter i Jupiteratmosfären. Syftet var att få kunskap om vindfenomen och cirkulation i Jupiteratmosfären och om dynamiken hos Jupiter såväl som de andra stora yttre planeterna i solsystemet.

## Uppskjutningen
Den planerade rutten mot Jupiter innebar att uppskjutningen måste ske i ett tidsfönster mellan 12 oktober och 21 november 1989 för att klara uppdraget. Ju senare under denna period, desto mer bränsle skulle förbrukas för att nå alla uppsatta mål i Galileo-projektet. Den 18 oktober 1989 kl 12,54 Eastern Daylight Time (EDT) lyfte rymdfärjan Atlantis med rymdsonden Galileo från Kennedy Space Center i Florida, USA. 6 timmar och 21 minuter efter uppskjutningen lösgjordes rymdsonden från rymdfärjan. En timme senare tändes den första delen i den tvåstegsraket som skulle accelerera rymdsonden ut från jordens omloppsbana och i riktning mot Venus. Den andra delen tändes ytterligare 40 minuter senare och syftade till placera sonden i rätt vinkel mot solen och ge den en rotation på 3 varv per minut.

## Observationer på Galileos färd mot Jupiter

Rymdsondens färd på väg mot Jupiter (VEEGA) (Bild: NASA)

För att Galileo skulle få tillräcklig energi att ta sig ut till Jupiter krävdes en kurs via de inre delarna av solsystemet, en så kallade VEEGA (Venus Earth Earth Gravity Assist). Det innebär att rymdsonden tar hjälp av Venus och jordens gravitation (två gånger) för att få nödvändig energi att ta språnget ut i de yttre delarna av solsystemet. Dessa gravitationsslungor gav även forskarna möjlighet att studera dessa två planeter och månen. 
Galileo passerade Venus som närmast den 10 februari 1990, på ett avstånd av 16 000 km. Sonden upptäckte att det förekommer atmosfäriska stormar på planeten samt att atmosfären är torrare än vad man tidigare trott. Sondens fotografier gav också värdefull kunskap om molnstrukturen på Venus. Därefter rundades jorden två gånger, som närmast på endast några hundra kilometers höjd över jordytan. Förbiflygningarna av månen gav forskarna möjlighet att närstudera månens norra polarregion. Galileo bekräftade att det finns en mycket gammal och omfattande nedslagskrater på den södra delen av månens baksida. Indikationer på att en sådan fanns kom från Apolloprogrammets observationer. Galileo fann också bevis för att det funnits aktiva vulkaner på månen. Rymdsonden upptäckte också en oväntat intensiv dammstorm i den interplanetära rymden. 
På färden ut mot Jupiter passerade rymdsonden asteroidbältet, vilket gav möjligheter att närstudera asteroiderna 951 Gaspra och 243 Ida. Gaspra, som är 19x12x11 kilometer i storlek, passerades 29 oktober 1991 på ett avstånd av 1 600 kilometer. Det var första gången som en rymdsond passerar nära en asteroid och har möjlighet att detaljstudera asteroidens form och yta. Galileo tog ett stort antal fotografier, trots vissa problem med sondens kamera. Efter det andra varvet runt jorden återkom sonden till asteroidbältet 1993 och passerade då asteroiden Ida den 28 augusti 1993. Kring denna asteroid, som är något större än Gaspra (54x24x15 kilometer i storlek), upptäcktes en liten asteroidmåne, som döptes till Dactyl. Upptäckten skedde efter detaljerade studier av de fotografier Galileo tagit. Rymdsonden blev därmed först med att upptäcka en måne runt en asteroid.
Galileo var också perfekt placerad 1994 för att på nära håll studera kollisionen mellan fragment från kometen Shoemaker-Levy 9 och Jupiter. Kometen hade två år tidigare, vid en nära passage förbi Jupiter, splittrats upp i flera kilometerstora delar, som nu träffade Jupiters yta. Cirka 20 fragment kolliderade med planeten. Nedslagen skedde på baksidan av Jupiter, sett från Jorden. Detta gjorde att nedslagsögonblicket enbart kunde dokumenteras av rymdsonden, medan effekterna av nedslaget några timmar senare kunde studeras från rymdobservatorier på jorden. Effekten i Jupiters atmosfär var spektakulär och oväntad för forskarna. Analyser av Galileos fotografier av kollisionen tillsammans med observationer från Rymdteleskopet Hubble och teleskop på jorden visade att effekterna av kollisionen var oväntat stora. Galileos instrument visade att eldklotet nådde en temperatur på drygt 20 000 grader. Det svampformade molnet från eldklotet nådde en höjd på över 3 000 km.
Alla dessa observationer genomfördes före ankomsten till Jupiter då det egentliga uppdraget påbörjades. Rymdsonden färdades totalt 3,9 miljarder kilometer, med en hastighet av 71 000 kilometer i timmen, för att nå Jupiter. När rymdsonden närmar sig Jupiter lösgörs den lilla mätsonden. Detta sker 147 dagar innan rymdsonden når Jupiter. Dessförinnan hade sondens rotationshastighet ökats till 10 varv per minut. Även den tidigare fasta nedre delen av sonden roterade nu med denna hastighet. Syftet var att mätsondens färd mot Jupiters atmosfär skulle stabiliseras.

## Galileos observationer av Jupiter och dess månar
Rymdsonden nådde Jupiter den 7 december 1995 och gick då in i bana runt planeten. 5 månader tidigare, den 13 juli 1995 hade den mindre mätsonden släppt från modersonden och påbörjat sin resa ner i Jupiters atmosfär. Mätsonden hade ingen egen raket utan färdas i fritt fall mot planetytan. Galileos huvudsond sattes i en komplicerad elliptisk omloppsbana runt Jupiter för att i detalj studera de galileiska månarna. 

### Mätsondens observationer av Jupiters atmosfär

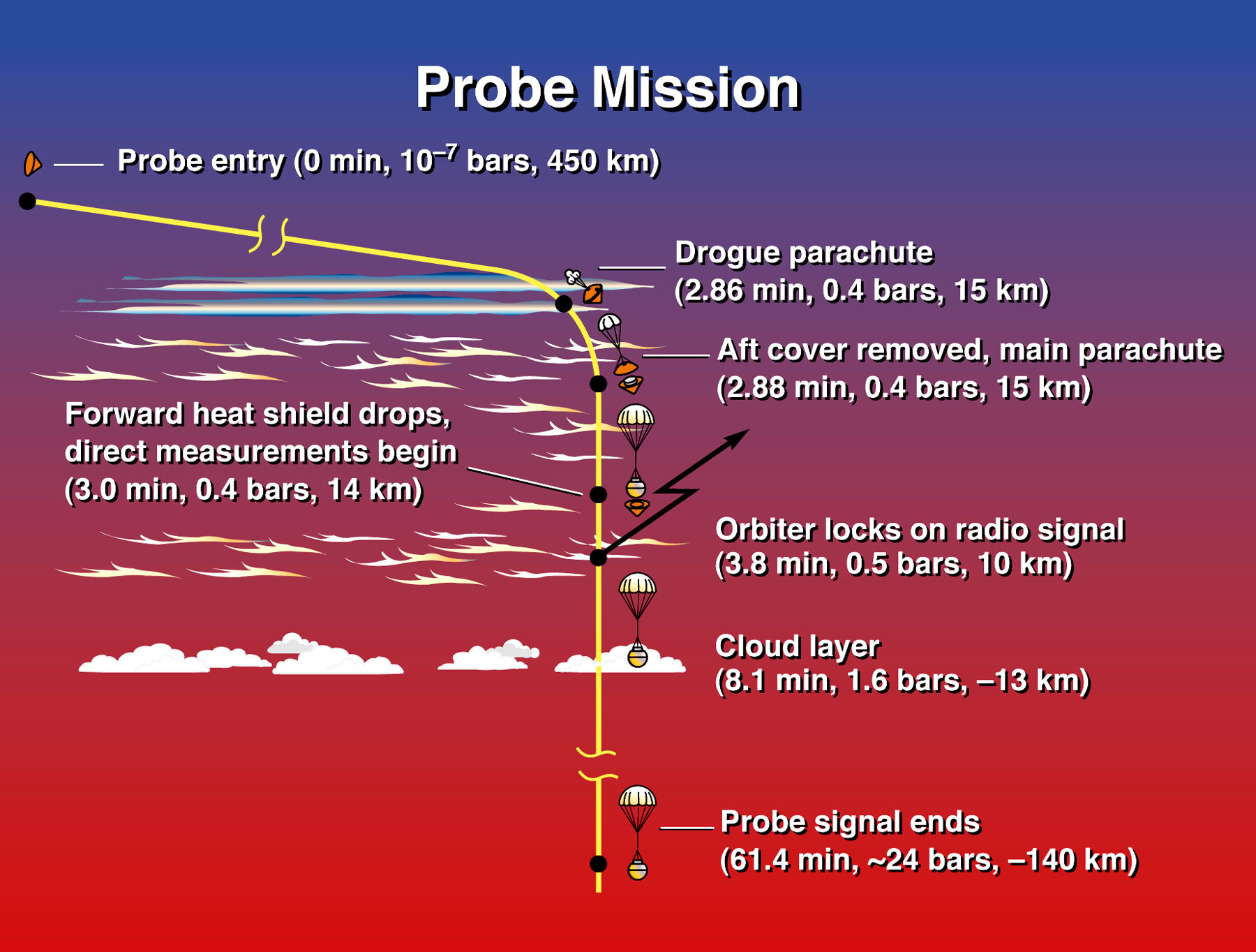
Mätsondens planerade färd ner i Jupiters atmosfär (Bild: NASA)

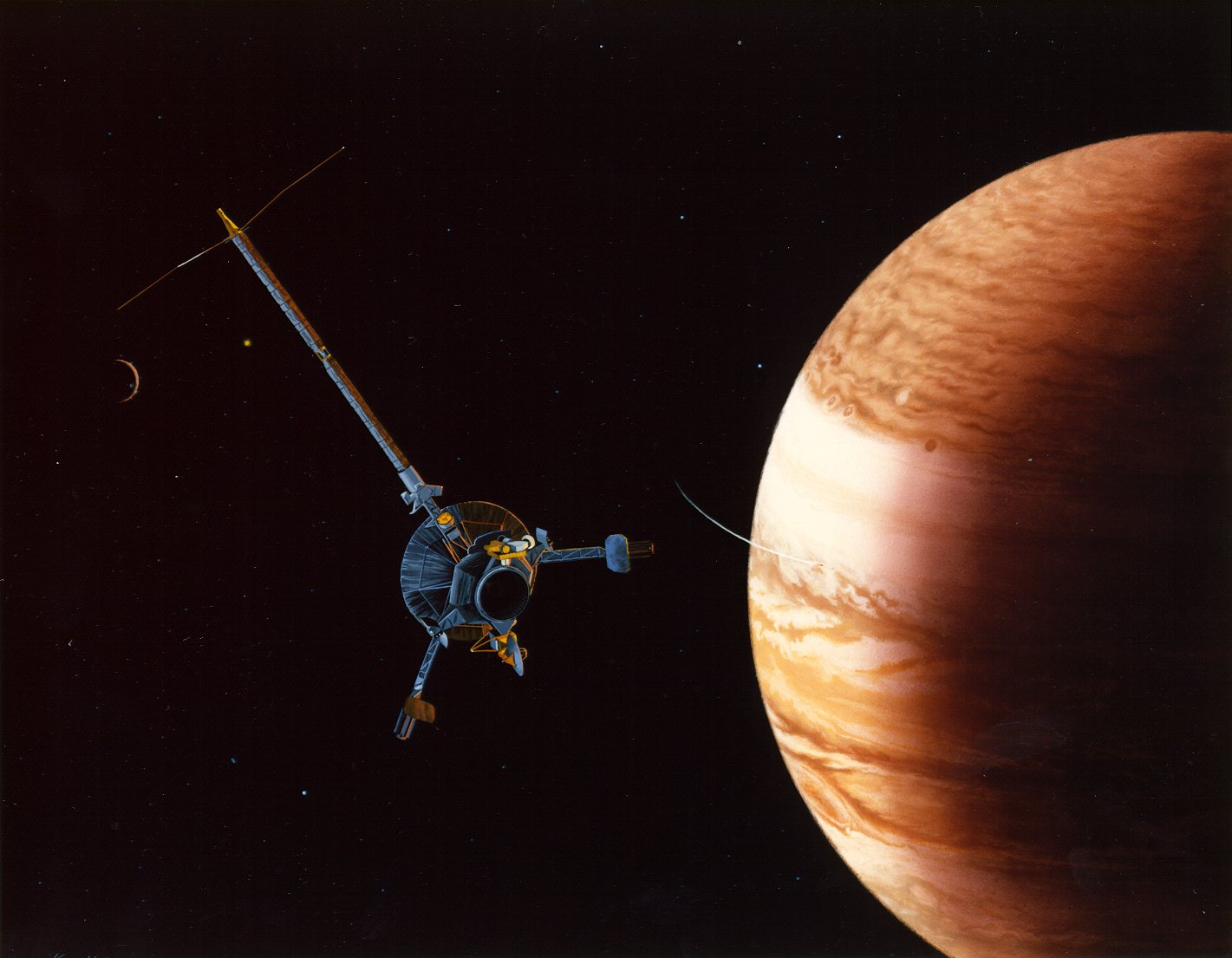
Galileo anländer till Jupiter (Illustration: NASA)

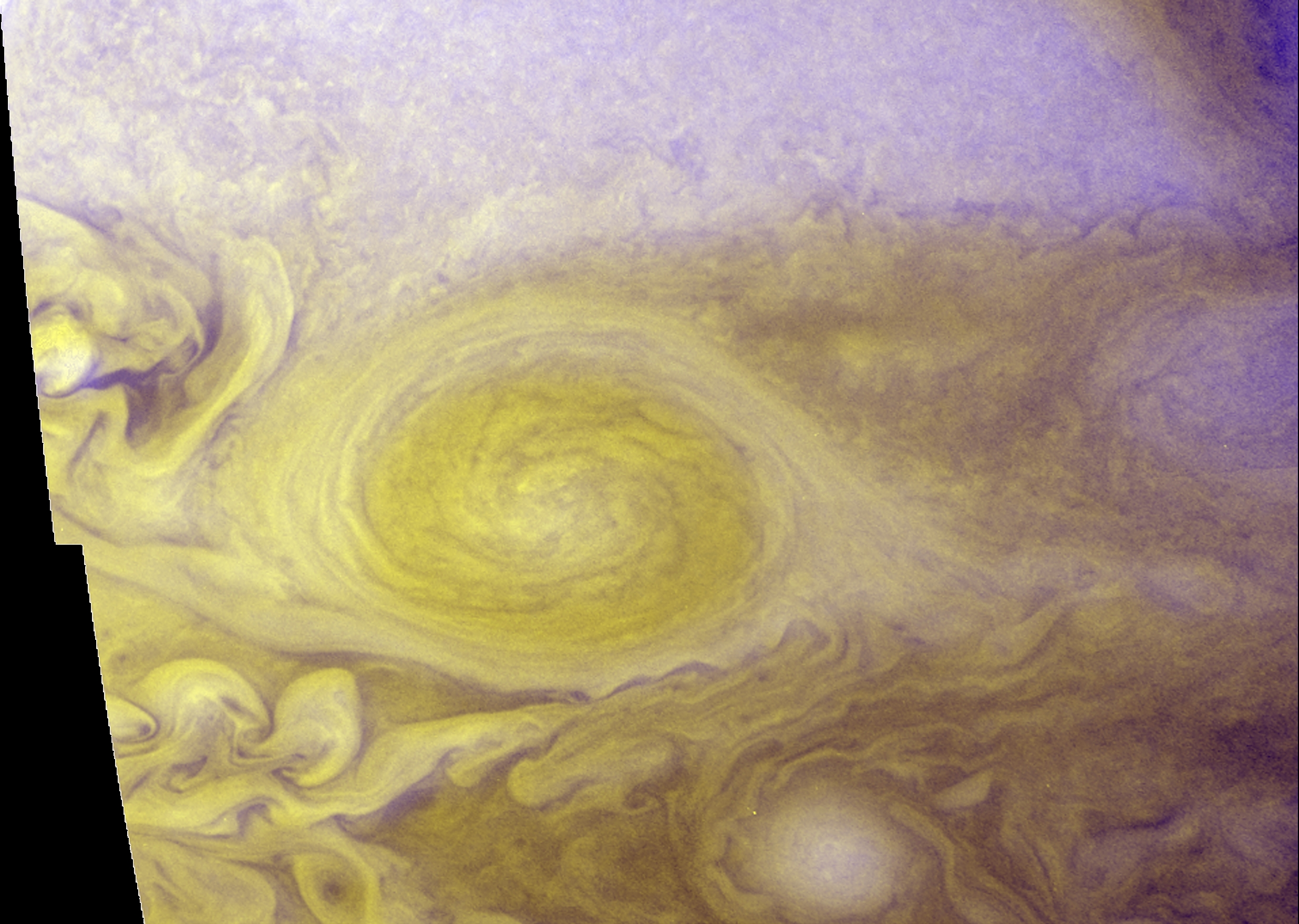
Storm på Jupiter (Bild: NASA)

4 timmar efter huvudsondens ingång i omloppsbanan runt Jupiter börjar sonden ta emot data från mätsonden. Denna far med en mycket hög hastighet (170 000 km/h) in i de övre delarna av Jupiters atmosfär. Medan sonden sjönk igenom 150 kilometer av den övre delen av atmosfären, sände den under drygt 57 minuters tid stora mängder data. Med sina instrument mätte sonden till exempel strålning, temperatur, tryck, vindar och atmosfärens sammansättning av olika grundämnen. En värmesköld skyddade mätsonden och bidrog till en kraftig inbromsning av sonden innan den 2,5 meter stora fallskärmen vecklades ut. Hastigheten minskade från 170 000 km/h till 40 km/h på endast 3 minuter. Värmeskölden som skyddat mätsonden lossas och sonden sjunker allt djupare ner i Jupiteratmosfären. Sändningen upphörde först när det atmosfäriska trycket översteg 22 bar och temperaturen 152 grader Celsius, då elektroniken inte längre klarade att sända. Då befann sig sonden cirka 200 kilometer ovanför de översta molnlagren på Jupiter.

### Huvudsondens observationer av Jupiter och dess månar
Galileo kretsade totalt 34 hela varv runt Jupiter och passerade ett flertal gånger de fyra stora månarna Io, Europa, Ganymedes och Callisto för att studera dessa mer i detalj.  Ibland var rymdsonden endast några hundra kilometer från månarna Io och Europa. Instrument på Galileo undersökte månarnas yta och förhållanden i övrigt. Rymdsonden passerade på nära håll Io totalt 7 gånger, Callisto 8 gånger, Ganymedes 8 gånger och Europa 11 gånger samt den mindre Jupitermånen Amalthea 1 gång.

### Vetenskapliga resultat[3]
Jupiter
Rymdsonden Galileos observationer visade att planetens ringsystem har formats av damm som skapats när de fyra små inre Jupitermånarna träffats av meteoriter. Galileo påvisade också att det rör sig om flera separata ringar. Studier av Jupiters stora röda fläck visade att den består av molnstrukturer på olika nivåer i Jupiteratmosfären. Fläcken roterar moturs med en period på ungefär sex dagar.. Jupiters atmosfär är mycket turbulent och mätsonden mätte upp vindhastigheter på 650 km/h. Energikällan till dessa kraftiga vindar tycks vara Jupiters inre värme och inte solens värme såsom på jorden. Undersökningen av Jupiters molnlager visade på en mindre komplex struktur än förväntat, vilket överraskade forskarna. En förklaring kan vara att mätsonden råkade passera en så kallad varm fläck i Jupiteratmosfären som var mer molnfri än normalt. Detta skulle också kunna förklara varför mängden vatten var mindre än väntat. Galileo noterade åskväder på Jupiter med blixtar som är 1 000 gånger kraftigare än på jorden. Antalet åskväder var dock mindre än vad man tidigare trott.

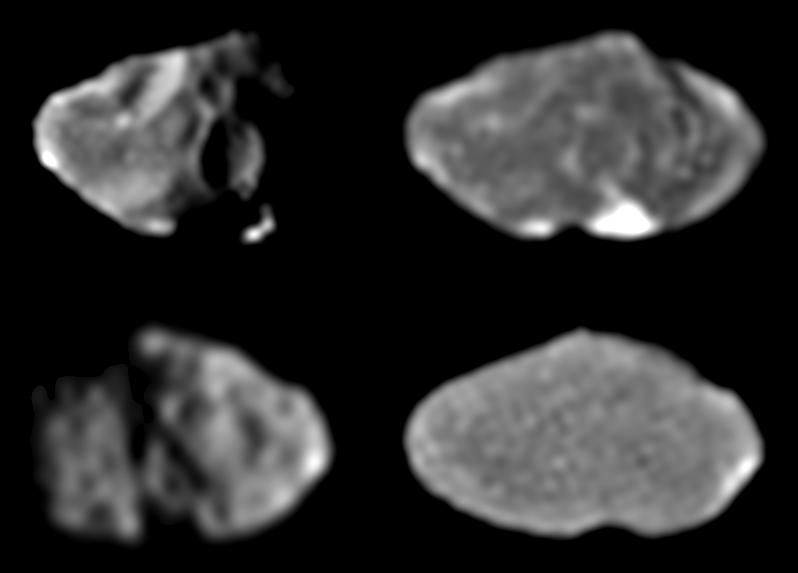
Amalthea fotograferad från Galileo (Bild: NASA)

Mätningar visade att den kemiska sammansättningen i Jupiters atmosfär, vad gäller förekomsten av väte och helium, är nästan identisk med solens. Det visar på att planeten utvecklats ur solnebulosan. Galileo upptäckte en del tunga grundämnen som förekom i större omfattning än i solen, vilket överensstämde med teoretiska beräkningar av hur Jupiters gravitation dragit till sig dessa ämnen under de miljarder år planeten funnits. En överraskande upptäckt var att förekomsten av ädelgaserna argon, krypton och xenon var tre gånger större än i solen. Orsaken till detta är föremål för omfattande forskning och kan påverka synen på hur planeter, så kallade exoplaneter, bildas kring andra stjärnor. Rymdsondens observationer av Jupiters magnetosfär visade att den bestod av materia som framförallt skapades av vulkanutbrott på Jupitermånen Io. Ett kraftigt radioaktivt bälte upptäcktes också cirka 50 000 km över Jupiters molntoppar.
När rymdsonden Cassini passerade Jupiter år 2000 var det första gången som någon planet studerats samtidigt av två rymdsonder.
Io
Galileos fotografier och andra observationer visade på en mycket kraftig vulkanisk aktivitet på Io, som ständigt omformar månens yta. Galileo observerade i detalj ett stort antal vulkanutbrott, som visade att Io är den mest vulkaniska himlakroppen i solsystemet. Vulkanutbrotten är mycket långlivade och rökmoln från vulkaner kan nå drygt 200 kilometers höjd från månytan, vilket kräver mycket stora krafter. Detta har fått forskarna att misstänka att Ios vulkaniska aktivitet på ett grundläggande sätt skiljer sig från den som förekommer på jorden och kan liknas vid gejsereruptioner. Vulkanismen kan vara 100 gånger större än på jorden. Lavaströmmarna är också avsevärt större och varmare än på jorden och tros likna de som förekom för mer än 3 miljarder år sedan på jorden. Galileos mätningar visade att lavan består av magnesium och järn. Mätningarna av Jupiters magnetfält visade att Io påverkas av mycket kraftig elektrisk ström. Rymdsondens undersökningar visade också att Io eventuellt genererar ett eget magnetfält samt att Ios plasma flyter på månytan i riktning mot polerna. Galileos samlade observationer av Io antyder att månen har en järnkärna som upptar ungefär halva diametern. 
Europa
Galileos fotografier av Europa visar en relativt jämn yta där höga berg helt saknas. Bilderna visar inte heller någon stor förekomst av kratrar. Det antyder att Europa har varit föremål för en omfattande geologisk aktivitet. Månen kännetecknas av att den är överkorsad med sprickor och förkastningszoner. Observationerna visade på bevis för teorin om att det finns flytande oceaner under månens isiga yta. Det finns också indikationer på vulkaniska isflöden med flytande vatten på själva ytan. Europa har en kärna av järn samt en tunn atmosfär som består av syre, som sannolikt skapas av Jupiters magnetosfär. Förekomsten av oceaner och syre gör att forskarna tror att encelliga organismer kan ha utvecklats i vattnet. Detta var det främsta skälet till att NASA medvetet sände ner Galileo mot Jupiters yta för att undvika att sonden förorenade Europa med bakterier från jorden.
Ganymedes
Galileos observationer av Ganymedes visade att månen, liksom Europa, tycks ha ett flytande saltvattenlager under isytan och ha en kärna av järn. Månens yta har formats genom hög tektonisk aktivitet. Bilderna från Galileo visade en yta som liknar den som vi kan se på månen, med ett stort antal kratrar med stora mörka och ljusa partier på månytan. Ganymedes har en tunn atmosfär och forskarna upptäckte att Ganymedes genererar en egen magnetosfär, som t o m är något större än planeten Merkurius magnetosfär. Rymdsonden fann att Ganymedes magnetfält samverkar med Jupiters magnetfält och skapar elektriska strömmar. Även Ganymedes har en kärna av järn, som dock relativt sett är mindre än Ios och Europas. Kring månen finns också ett mindre strålningsbälte som påminner om jordens Van Allen-bälte. 
Callisto
Rymdsondens observationer visade lite oväntat att månen Callisto är den mest förbryllande av de fyra galileiska månarna. Månens yta skiljer sig från de tre andra galileiska månarnas. Den har påverkats av kraftig erosion, som man inte vet orsaken till. Callisto är täckt av otaliga stora kratrar, medan de små kratrarna tycks ha eroderat bort. Callistos yta är täckt av mörk materia. Forskarna vet inte hur den uppkommit och spridit sig över månens yta. Även Callisto tycks ha ett magnetfält, som även den är svår att förklara utifrån resultatet av Galileos observationer. Callistos kärna består huvudsakligen av is och sten. Månen har en tunn atmosfär.
Amalthea
Mot slutet av rymdsondens uppdrag beslöt NASA att Galileo även skulle studera en av de mindre Jupitermånarna, Amalthea. Det skulle bli rymdsondens sista förbiflygning av Jupitermånarna. Trots mycket kraftig strålning i Jupiters närhet lyckades sonden genomföra undersökningar av Amalthea. Månen passerades på ett avstånd av 160 km. Fotografier visade en måne av sten med oregelbunden form. Månen är avlång och dess yta är fylld av kratrar. 
Efter passagen av Amalthea påbörjades förberedelserna av Galileoprojektets avslutning.
Se också Jupiters naturliga satelliter om Jupiters samtliga månar.

## Galileos uppdrag avslutas
Målet med Galileo-projektet var att under två år studera Jupiter och dess månar. Under denna tid hade Galileo klarat Jupiters ogästvänliga miljö över förväntan och fick därför fortsätta sitt uppdrag i ytterligare nästan 6 år. Uppdraget slutfördes år 2003, nästan 14 år efter uppskjutningen. Den 21 september klockan 11:57 Pacific Daylight Time (PDT), eller 18:57 Greenwich Mean Time (GMT), dök sonden ner i Jupiters täta atmosfär. Åtgärden var planerad i syfte att minska risken för en kollision med månen Europa. Galileo färdades med en hastighet på 48,2 kilometer per sekund ner i Jupiteratmosfären.
Under de närmare åtta år som Galileo utförde observationer förändrades kunskaperna om Jupiter och dess månar på ett mycket omfattande sätt. Under rymdsondens 14 år sände den totalt 30 GB data, inklusive 14 000 bilder. Totalt färdades rymdsonden 4 631 miljoner kilometer.
Galileoprojektets nuvarande, och ett flertal tidigare, forskare var närvarande vid JPL i Pasadena, Kalifornien för att ta farväl av farkosten. "Vi har inte förlorat en rymdfarkost, vi har tagit ett steg på vägen in i framtiden för utforskning av rymden", sa Torrance Johnson, chefsforskare i Galileoprojektet.

## Uppdraget en stor framgång trots många tekniska problem
På rymdsondens färd mot Jupiter uppstod en rad allvarliga problem med den tekniska utrustningen. Först uppstod problem med sondens huvudkamera, som teknikerna lyckades reparera genom fjärrmanövrering så att kamerans dator hela tiden omprogrammerades. Därefter blev det problem med bandspelaren. Även detta problem löstes, men fick som effekt en kraftigt försämrad lagringskapacitet. Det allvarligaste problemet uppstod när sondens paraplyliknande huvudantenn skulle vecklas ut. Delar av antennen fastnade vilket innebar att antennen inte fungerade. Därför blev man tvungna att använda reservantennen istället, som hade en betydligt lägre förstärkning av signalen. Genom omprogrammering av IT-systemen i utrustningen kunde rymdsonden trots lägre kapacitet sända nödvändiga data till jorden. Det var också problem med bränsleläckage vilket innebar att justeringar gjordes i sondens omloppsbana för att spara bränsle och istället utnyttja dragningskraften från Jupiters månar maximalt. 
De tekniska problemen kunde bemästras och rymdsondens uppdrag fullföljas. Galileo-projektet anses allmänt som en av NASA:s största forskningssuccéer. I princip alla de vetenskapliga mål som hade satts upp för projektet uppnåddes.

## Vetenskaplig betydelse
Galileo-projektet har haft en stor betydelse för planetforskningen och för astronomisk forskning i stort. Det var den första rymdsonden som mer systematiskt utforskade någon av de yttre planeterna och dess månar i vårt solsystem. Projektet innebar också starten för ett flertal obemannade rymdfärder till andra planeter. Rymdsonden bidrog till att kunskapen om Jupiter och dess månar ökade i och med att dess observationer gav svar på en mängd frågor som forskningen om solsystemet ställt. Ett flertal resultat bekräftade tidigare studier av Jupitersystemet, men Galileos observationer gav också många överraskande resultat som gav upphov till nya frågor som kräver fortsatt forskning.  